# Tarenna nitida
Tarenna nitida är en måreväxtart som beskrevs av Elmer Drew Merrill. Tarenna nitida ingår i släktet Tarenna och familjen måreväxter. Inga underarter finns listade i Catalogue of Life.